# Rongai
Rongai är en ort i Kenya.   Den ligger i länet Nakuru, i den sydvästra delen av landet, 160 km nordväst om huvudstaden Nairobi. Rongai ligger 1 874 meter över havet och antalet invånare är 30 471.
Terrängen runt Rongai är kuperad västerut, men österut är den platt. Runt Rongai är det ganska tätbefolkat, med 179 invånare per kvadratkilometer. Rongai är det största samhället i trakten. Trakten runt Rongai består i huvudsak av gräsmarker.